# Мзымта
Мзы́мта (абх. Мӡымҭа) — река в Краснодарском крае. Длина реки — 89 км, площадь водосборного бассейна — 885 км². Самая длинная и полноводная река России из впадающих непосредственно в Чёрное море. Средний расход воды — у села Кепша — 45,6 м³/с. Среднегодовой сток Мзымты в Чёрное море достигает 1,4 км³.

## Основные характеристики
Берёт начало на южном склоне Главного Кавказского хребта на высоте 1837,9 м, в верховьях вытекает из высокогорных озёр Верхний Кардывач и Кардывач, ниже на реке — Изумрудные водопады. В среднем течении прорывается через хребет Аибга — Ачишхо, образуя Греческое ущелье, ниже проходит через ущелье Ахцу, Ахштырское ущелье.

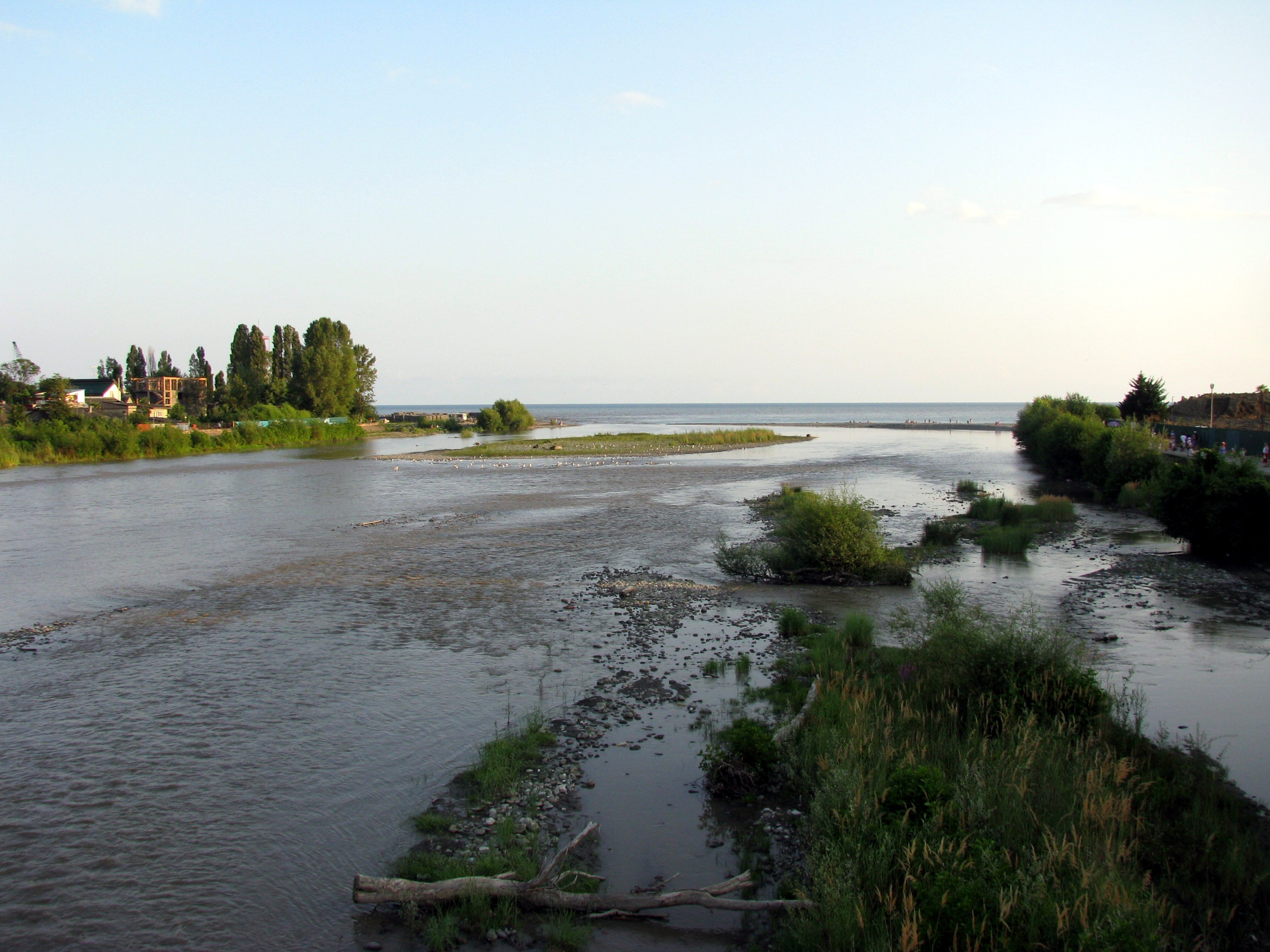
Мзымта впадает в Чёрное море

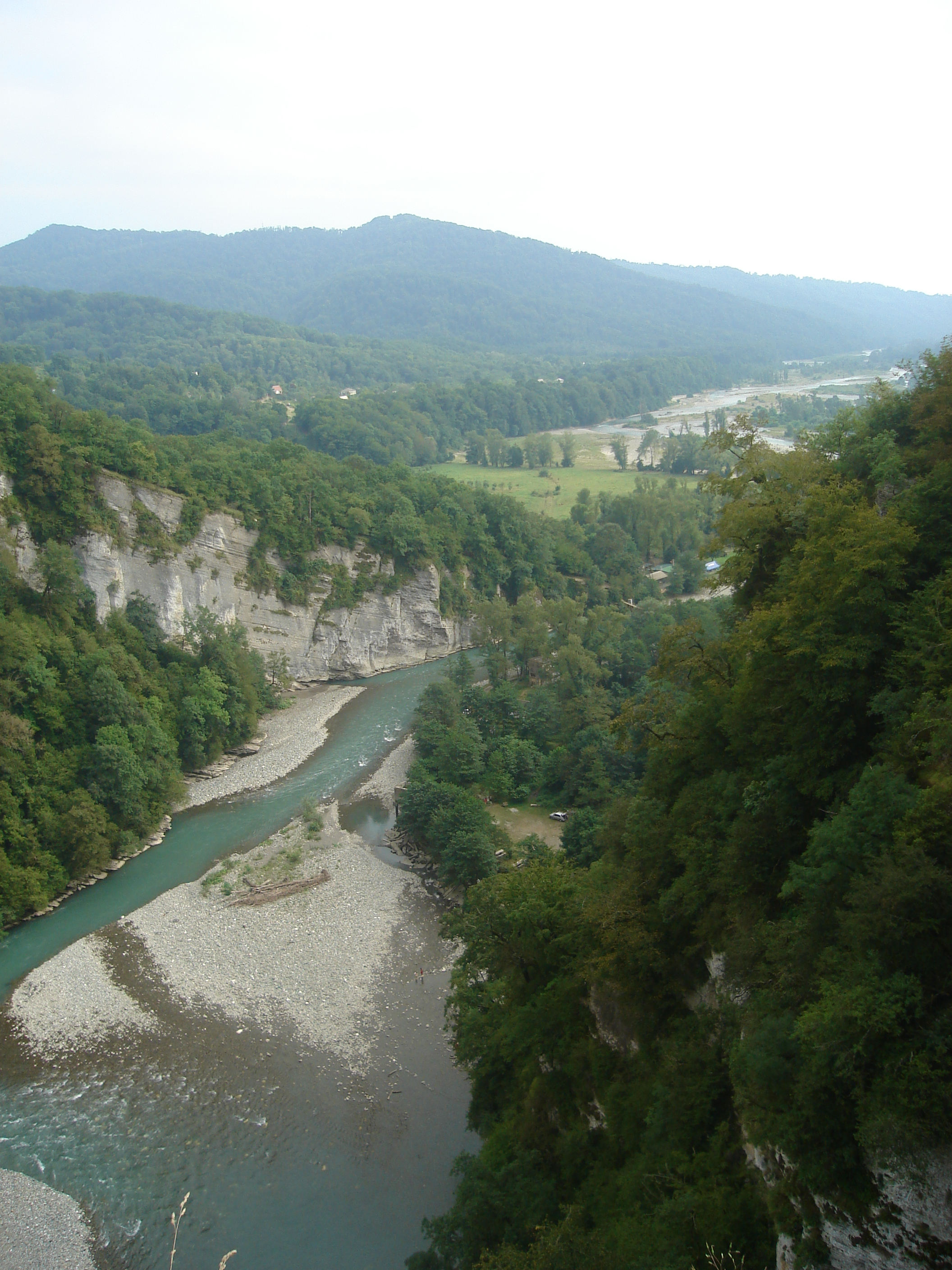
Вид на Мзымту из Ахштырской пещеры

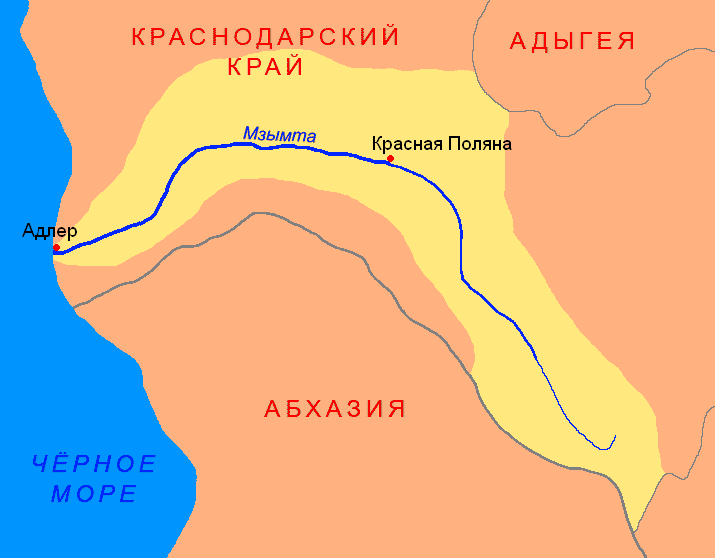
Бассейн Мзымты

Река почти на всём протяжении имеет бурный горный характер; в сезон таяния снегов в ущельях горизонт воды поднимается порою до 5 метров. Впадает в Чёрное море у Адлера, образуя обширный конус выноса. Крупнейшие притоки — Пслух, Чвижепсе, Лаура, Тиха.
Питание реки смешанное; характерны весенне-летнее половодье и дождевые паводки. Среднегодовой расход воды у посёлка Кепша — около 50 м³/с (наибольший — 764 м³/с).
В бассейне Мзымты — многочисленные минеральные источники. В среднем течении в отвесных скалах на правом берегу реки в Ахштырской пещере — стоянка древнего человека.

## Происхождение названия
Широкому распространению версии, что название реки переводится с абхазского, как «бешеная», способствовала настольная книга сочинских экскурсоводов «Тропами горного Причерноморья» (Ю. К. Ефремов).
Наиболее правдоподобной версией названия Мзымта считается её происхождение от названия абхазского  племени Медозюев, проживавших в верховье реки Мзымта до окончания Кавказской войны. От их имени также произошло название села Медовеевка. «Медозюи», в свою очередь, можно перевести как «люди, рождённые в снегах».

## Хозяйственное использование
На реке расположен посёлок городского типа Красная Поляна, сёла Эстосадок, Казачий Брод и другие.
У посёлка Красная Поляна на реке стоит Краснополянская ГЭС.
На реке имеется крупное хозяйство по разведению речной форели. Разведение рыбы началось ещё до 1917 года.
Мзымта популярна у любителей водного спорта, особенно рафтинга. Склоны гор в верховьях реки популярны у любителей горнолыжного спорта и сноубординга. В русле и пойме реки в 2000-х годах осуществлялось строительство совмещённой автомобильной и железной дорог для подвоза участников от Адлера до Красной Поляны, которая связала объекты Зимних Олимпийских игр 2014 года. По мнению ряда экологических и иных общественных организаций, в ходе строительства река подвергалась серьёзному загрязнению, на окрестных склонах массово уничтожалась растительность. Факт значительного загрязнения реки признал министр природных ресурсов РФ Ю. Трутнев. Отмечалось, что строительство не учитывает бурный характер реки, а также оползневые и карстовые явления, распространённые в долине Мзымты. Экологи обращали внимание на проведение работ без разрешительной документации, а также на незаконный забор строителями гальки из русла реки. Также упоминалось, что ряд отелей и гостевых домов, построенных для приёма отдыхающих в верховьях Мзымты, осуществляют слив сточных вод в реку без очистки.
В перспективе на реке планируется строительство Краснополянской ГЭС-2.

## Данные водного реестра

Мзымта в среднем течении, в районе посёлка Роза Хутор

По данным государственного водного реестра России относится к Кубанскому бассейновому округу, речной бассейн реки — Реки бассейна Чёрного моря, водохозяйственный участок реки — реки бассейна Чёрного моря от западной границы бассейна реки Шепси до реки Псоу (граница РФ с Абхазией).
Код объекта в государственном водном реестре — 06030000312109100000790.

### Притоки
(указано расстояние от устья)
- 27 км: река Кепша
- 31 км: река Чвижепсе
- 40 км: река Монашка
- 42 км: река Бешенка
- 50 км: река Лаура
- 57 км: река Пслух

## Река в искусстве

### В кинематографе
- В водах Мзымты снимался эпизод фильма «Кавказская пленница, или Новые приключения Шурика» режиссёра Л. И. Гайдая 1966 года, где Нина спасает Шурика из бурных потоков горной реки[13].